# Willem de Haan

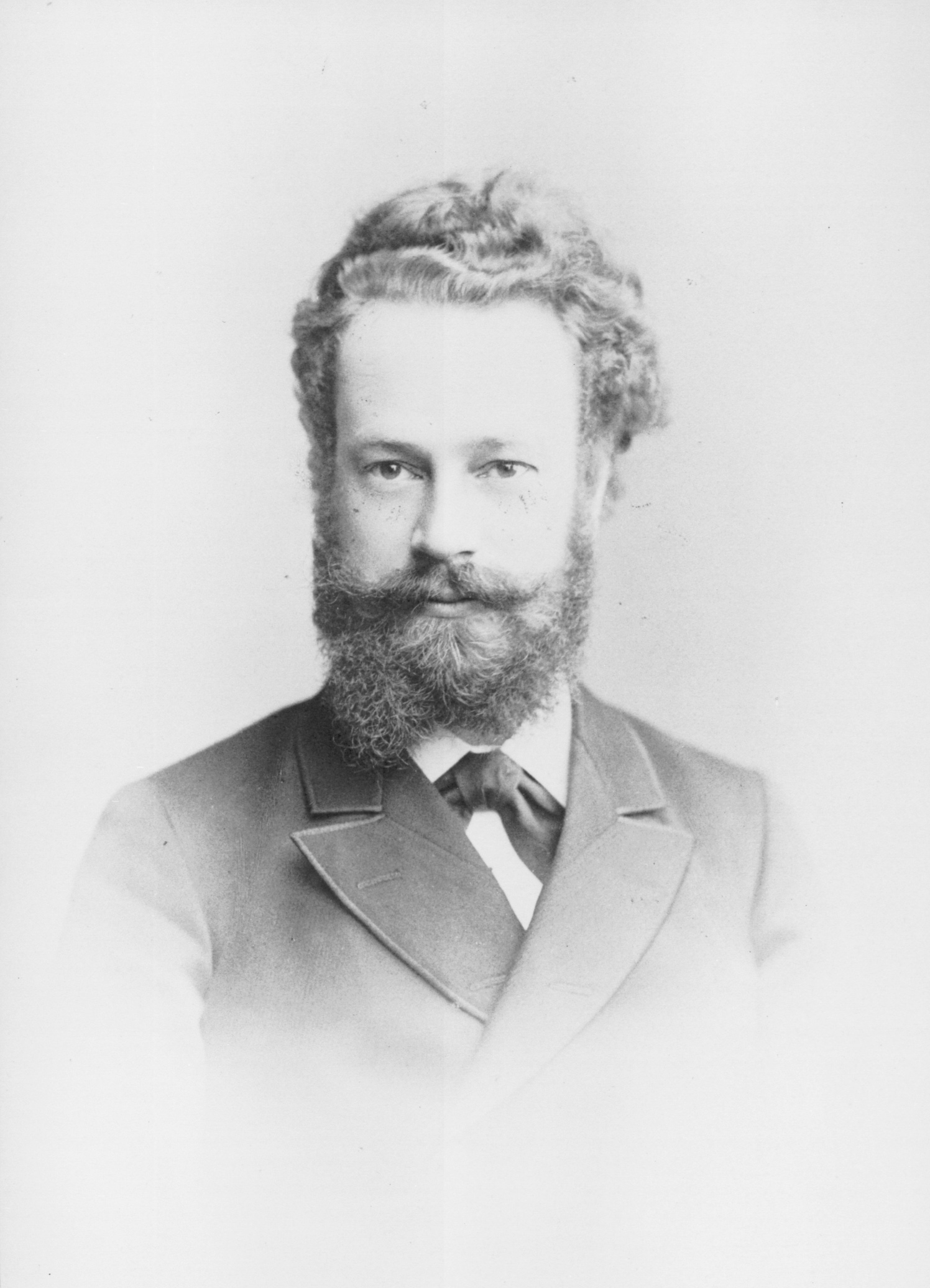
Willem de Haan

Willem de Haan (* 24. September 1849 in Rotterdam; † 26. September 1930 in Berlin) war ein niederländischer Dirigent und Komponist.

## Leben
Willem de Haan wurde 1849 in Rotterdam als Sohn des Kaufmanns Johannes Jacobus de Haan geboren. Mit zehn Jahren erhielt er den ersten Unterricht in einer Musikschule. Relativ früh komponierte er erste Märsche und Tänze und auch eine Oper. Nach Abschluss der Schule trat er auf Wunsch des Vaters mit 17 Jahren in ein Speditionsgeschäft ein. Er besuchte weiter die Musikschule und wurde von Samuel de Lange (1829–1911) im Klavierspiel und Willem Nicolai (1829–1896) in der Harmonielehre unterrichtet. Auf Ersuchen dieser beiden Lehrer willigte sein Vater schließlich ein und ermöglichte dem Sohn eine Ausbildung zum Musikberuf. Er wurde Schüler von Woldemar Bargiel (1828–1897) in Berlin. 1870 besuchte er für ein Jahr das Leipziger Konservatorium. Er machte verschiedene Reisen nach Berlin, Wien und München, um dort das Musikleben kennenzulernen. Im Frühjahr 1872 wurde seine Ouvertüre zu Hans Christian Andersens Märchenspiel „Die kleine Seejungfrau“ in der Musikalischen Gesellschaft in Köln aufgeführt. Auf Vermittlung von Ferdinand von Hiller (1811–1885) und Friedrich Gernsheim (1839–1916) wurde er Leiter des Cäcilienvereins in Bingen am Rhein. Hier wirkte er von März 1873 bis Ende 1875.
1876 kam de Haan als Dirigent des Mozartvereins nach Darmstadt. Hier wurde er Nachfolger von Carl Amand Mangold (1813–1889). Unter seiner Leitung bis 1886 nahm der Mozartverein einen erheblichen Aufschwung. Zum 1. September 1878 erhielt er zudem die Stelle des 2. Kapellmeisters am Großherzoglichen Hoftheater in Darmstadt. Die Familie des Großherzogs Ludwig IV. wurde auf de Haan aufmerksam und engagierte ihn als Klavierlehrer des Erbgroßherzogs Ernst Ludwig und seiner Geschwister. Im Mai 1881 wurde er Nachfolger des Hofkapellmeisters Gustav Schmidt (1816–1882), der nach einer Erkrankung vorzeitig in den Ruhestand getreten war. De Haan komponierte zwei Opern "Die Kaiserstochter" (1885) und "Die Inkasöhne" (1895) und brachte die Opern von Beethoven „Egmont“ und Lortzings „Zar und Zimmermann“ ebenso zur Aufführung wie die Wagner-Opern „Die Walküre“ (1883), „Siegfried“ (1886), „Götterdämmerung“ (1888), „Das Rheingold“ (1889) und „Tristan und Isolde“ (1891).
Im Jahre 1889 übernahm de Haan nach dem Tod von Carl Amand Mangold die musikalische Leitung des 1832 gegründeten Musikvereins in Darmstadt. Die Leitung hatte er bis 1919 inne. Im Vorstand des Musikvereins waren zu dieser Zeit u. a. Otto Wolfskehl und Georg Wickop tätig.
1914 gab er seine Stellung am Hoftheater auf und zog sich nach 1919 fast völlig aus dem Musikleben zurück. Im Sommer 1923 übersiedelte er zu seiner jüngeren Tochter nach Berlin und verstarb dort im Alter von 81 Jahren. Er wurde auf dem Alten Friedhof von Darmstadt bestattet (Grabstelle: I A 26). Das Grab ist ein Ehrengrab.
Willem de Haan war seit 1877 mit Nina Schleuning (1853–1904) verheiratet. Aus der Ehe sind die Töchter Hanna (verh. Karl Wolfskehl, 1878–1946) und Wiesi (verh. Herzberg, 1882–1974) hervorgegangen.

## Ehrungen
- 1891: Ritterkreuz I. Klasse des Verdienstordens Philipps des Großmütigen
- 1894: Goldene Verdienstmedaille für Wissenschaft und Kunst
- 1896: Ritter II. Klasse des Sankt-Stanislaus-Ordens
- 1903: Hofrat
- 1910: Ehrenkreuz des Verdienstordens Philipps des Großmütigen
- 1910: Ritter II. Klasse des Annenordens
- 1913: Geheimen Hofrat
- 1917: Komturkreuz II. Klasse des Sterns von Brabant